# Chris Mars
Chris Mars (* 26. dubna 1961) je americký bubeník a výtvarník. V roce 1979 spoluzaložil skupinu The Replacements, kterou opustil v roce 1990 (rozpadla se následujícího roku). V roce 2006 byla krátce obnovena a Mars s ní opět hrál, avšak vystoupení po roce 2012, kdy byla obnovena podruhé, se již neúčastnil. Později působil v projektu Golden Smog. Své první sólové album nazvané Horseshoes and Hand Grenades vydal v roce 1992. Později vydal několik dalších sólových nahrávek. Rovněž se věnoval malířství, jeho obrazy byly vystavovány například v Minneapolis Institute of Art a Erie Art Museum.